# كورنيليو سوماروغا
كورنيليو سوماروغا (من مواليد 29 ديسمبر 1932 في روما) هو أحد المحامين والدبلوماسيين السويسريين البارزين، اشتهر لكونه رئيس اللجنة الدولية للصليب الأحمر منذ العام 1987 حتى 1999. ترأَّس مركز جنيف الدولي الإنساني لإزالة الألغام في جنيف، كما أنه ناشط في عدد من المجالس مثل الاتحاد الدولي لمكافحة السرطان. يشغل كورنيليو حاليًا منصب رئيس مجلس إدارة مؤسسة من أجل المستقبل، وهي منظمة مكرسة لتعزيز حقوق الإنسان في الشرق الأوسط وشمال إفريقيا، ومنصب الرئيس الفخري لمبادرات التغيير الدولية، وهي منظمة عالمية تسعى لبناء الثقة عبر اختلافات العالم في الثقافة والجنسية والمعتقد والخلفية.

## خلفيته

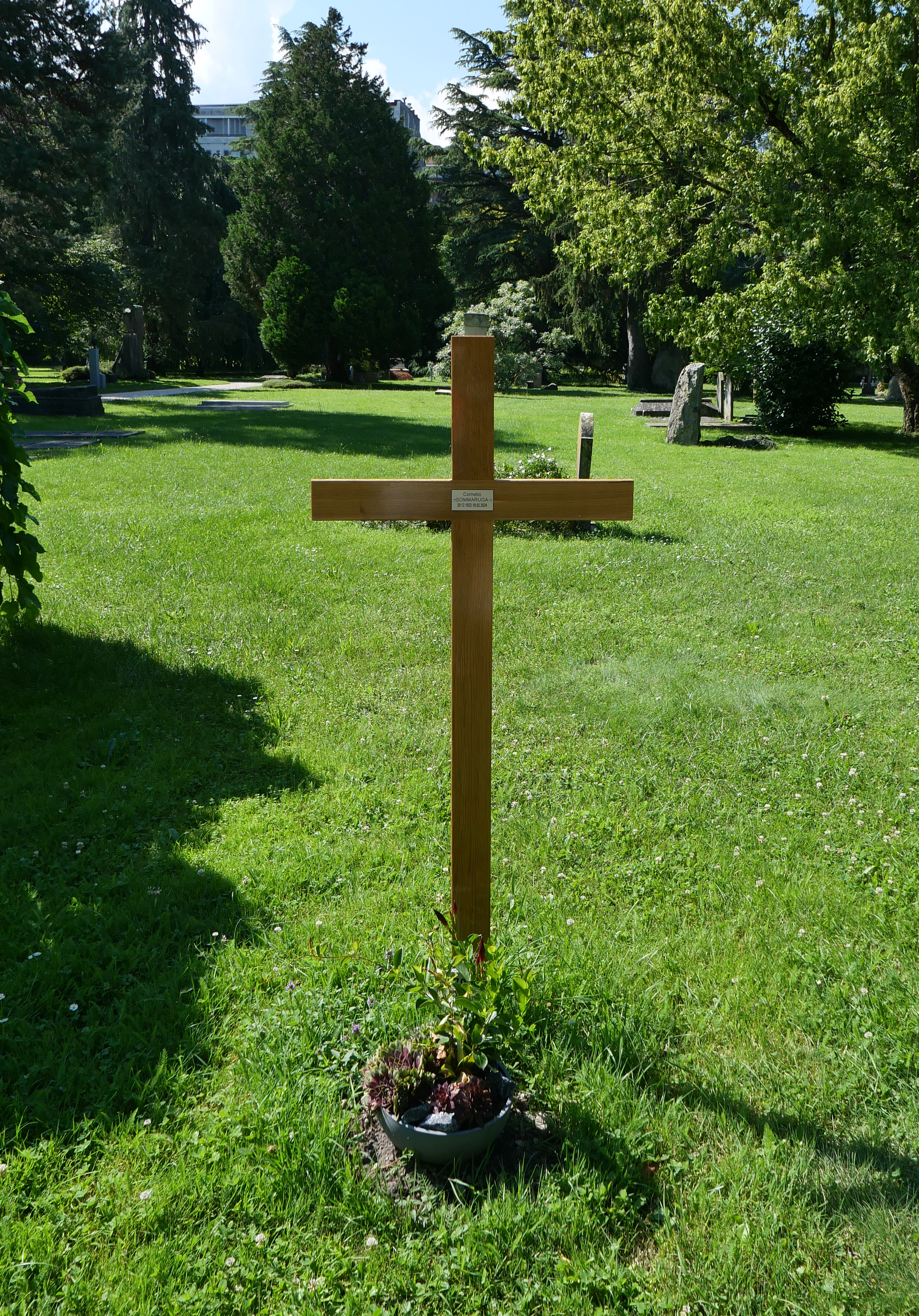
قبر الدبلوماسي السويسري كورنيليو سوماروغا (1932-2024)

### سنواته المبكرة ودراسته
وُلد كورنيليو سوماروغا في روما بإيطاليا، حيث كان والده يعمل محاميًا تجاريًا وكان يتمركز خلال الحرب العالمية الثانية في السفارة السويسرية المسؤولة عن المصالح الأجنبية. في الواقع، تحدث كورنيليو الإيطالية قبل وقت طويل من تعلم اللغة الألمانية. تربى في عائلة مسيحية كاثوليكية وظلّ مسيحيًا متدينًا طوال حياته. تأثر بعمق بسنوات عمره الأولى التي قضاها في روما. كانت الفترة التي مثل فيها والده ليبيريا في الفاتيكان أكبر مصدر إلهام لبناء حياته الدبلوماسية والإنسانية الطويلة. على الرغم من علاقته بروما، إلا أنه حافظ على علاقات وثيقة مع موطنه الأصلي في كانتون تيسينو.
التحق بالمدرسة في إيطاليا وتابع دروسه الجامعية في زيورخ بسويسرا، حيث حصل على الدكتوراه في القانون عام 1957. خلال هذه الفترة بدأ يتعلم اللغة الألمانية، إحدى اللغات الوطنية الأربع في سويسرا. التحق بعد ذلك بالمعهد العالي للدراسات الدولية والتنمية في جنيف الذي حصل منه على دبلوم عام 1961.

### حياته المهنية
انضم كورنيليو سوماروغا إلى السلك الدبلوماسي السويسري بعد أن عمل في القطاع المصرفي منذ العام 1957 حتى العام 1959. عمل دبلوماسيًا في لاهاي وروما وجنيف وبرن. منذ 1968 حتى 1973، كان نائب الوفد السويسري لدى الرابطة الأوروبية للتجارة الحرة والممثل الأول في مؤتمر الأمم المتحدة للتجارة والتنمية وفي الاتفاقية العامة للتعريفة الجمركية والتجارة (جات) واللجنة الاقتصادية للأمم المتحدة لأوروبا (الأمم المتحدة / اللجنة الاقتصادية لأوروبا)، حيث طوّر مهاراته الدبلوماسية والتفاوضية. منذ العام 1973 حتى العام 1975، شغل منصب نائب الأمين العام للرابطة الأوروبية للتجارة الحرة في جنيف. عاد من هناك إلى برن، حيث شغل مناصب عليا في مكتب الشؤون الخارجية للحكومة السويسرية، سفيرًا أو ممثلًا لسويسرا في الاتفاقيات التجارية. منذ العام 1984 حتى العام 1987، كان وكيل وزارة الخارجية في مكتب الشؤون الاقتصادية الخارجية، وهو المنصب الذي تركه عندما رُشّح غلى اللجنة الدولية للصليب الأحمر عام 1986.
شغل كورنيليو سوماروغا منصب رئيس اللجنة الدولية في الفترة منذ 1987 حتى 1999 خلفًا لألكسندر هاي. خلال ولايته، زادت ميزانية اللجنة وأنشطتها الدولية بشكل كبير. حافظ على حياد اللجنة الدولية مع الحفاظ على علاقات وثيقة بجميع حكومات الدول الموقّعة على اتفاقيات جنيف. كانت إحدى مبادراته هي اقتراح إدخال رمز إضافي عام 1992 يمثل حركة الصليب الأحمر، إلى جانب الصليب الأحمر والهلال الأحمر، على أن يكون رمزًا «خاليًا من أي دلالة وطنية أو دينية أو سياسية، ويكون متاحًا للدول والجمعيات الوطنية غير القادرة على اعتماد أي من الشعارات الحالية». بعد 15 عامًا من المفاوضات، أصبح هذا الشعار رسميًا في النهاية كالكريستالة الحمراء في المؤتمر الدولي التاسع والعشرين للصليب الأحمر والهلال الأحمر في جنيف يومي 20 و21 يونيو 2006.
كان سوماروغا الرئيس المؤسس لمبادرات التغيير الدولية في أبريل من العام 2002، وهي جمعية تطوعية للهيئات القانونية الوطنية المستقلة لمبادرات التغيير. كرئيس لهذه الحركة الدولية التي تعمل على بناء جسور الثقة عبر انقسامات العالم، كان قادرًا على دعم مبادرات السلام والمصالحة في منطقة البحيرات العظمى الأفريقية وسيراليون. يواصل عمله اليوم في عدد من المجالس الخيرية والشركات.

## وصلات خارجية
- كورنيليو سوماروغا على موقع مونزينجر (الألمانية)
- تاريخ حركة الصليب والهلال الأحمر - كورنيليو سوماروغا (بالإنجليزية)
- ممركز جنيف الدولي الإنساني لإزالة الألغام - الدكتور كورنيليو سوماروغا